# Ацетилениды

Структурная формула ацетиленида серебра

Ацетилениды (Ацетиленистые соедине́ния) — соли ацетилена и его производных, в котором один или два атома водорода замещены атомами элементов, более электроположительных, чем углерод. Углерод в ацетиленидах находится в sp-гибридизации.

## Получение
Ацетилениды, как соли очень слабой кислоты — ацетилена (рКа = 25), могут быть получены при взаимодействии ацетилена с щелочными и щёлочноземельными металлами (при нагревании, легче — в жидком аммиаке) или металлоорганическими соединениями. В процессе реакции происходит замещение водорода в ацетилене металлами. При взаимодействии с магнийорганическими соединениями ацетилен легко образует магнийгалогенопроизводные (реактивы Иоцича). Двузамещённые ацетилениды Cu2С2 и Ag2C2 образуются при действии на ацетилен аммиачных растворов соответствующих солей меди(I) и серебра.

## Свойства
Ацетилениды состава МССН энергично реагируют с водой, образуя ацетилен и гидроксид металла. Ацетилениды Mg, Na, Li часто используют в органическом синтезе для введения этинильной группы. При взаимодействии с алкилирующими агентами образуются алкилацетилены (например, метилацетилен, 1-бутин, 1-пентин):
{\displaystyle {\mathsf {RX+MC\equiv CH\rightarrow RC\equiv CH+MX}}}
Ацетилениды тяжёлых металлов являются нестабильными веществами, при незначительных внешних воздействиях (удар, трение) разлагаются со взрывом. Наиболее известны как инициирующие взрывчатые вещества ацетилениды серебра Ag2C2 и меди Cu2С2. Также следует отметить сильнейшие взрывчатые способности ацетиленида ртути и диацетиленистых производных серебра, ртути и меди. Очень сильными взрывчатыми свойствами обладает ацетиленид золота.
По классификации ТН ВЭД ацетилениды относятся к товарной группе 2849.